# Providence (cómic)
Providence es una serie limitada de cómics de doce números escrita por Alan Moore e ilustrada por Jacen Burrows. Fue publicada por la compañía estadounidense Avatar Press de 2015 a 2017. La historia es una precuela y una secuela de las historias anteriores de Moore Neonomicon y The Courtyard y forma parte de los Mitos de Cthulhu de H. P. Lovecraft.

## Sinopsis
Localiza su historia en 1919 y sigue los pasos de un periodista judío llamado Robert Black que abandona su trabajo como redactor en el periódico The New York Herald para viajar a Nueva Inglaterra con la misión de recabar información para escribir una novela sobre la cara oculta de la sociedad americana.

## Historia editorial
La serie está siendo recopilada en volúmenes individuales:
- Providence Act 1 Limited Edition Hardcover (collects Providence #1–4, Avatar Press, 160 páginas, mayo de 2016, 978-1592912810)
- Providence Act 2 Limited Edition Hardcover (collects Providence #5–8, Avatar Press, 176 páginas, junio de 2017, 978-1592912926)
- Providence Act 3 Limited Edition Hardcover (collects Providence #9–12, Avatar Press, 144 páginas, septiembre de 2017, 978-1592912933)

En español ha sido publicada por Panini Cómics:
- Providence 1. El miedo que acecha, 176 páginas, 2016, ISBN 9788490945421
- Providence 2. El abismo del tiempo, 184 páginas, 2016, ISBN 9788490947470
- Providence 3. Lo innombrable, 168 páginas, 2017, ISBN 9788491671510